# 織田信宝
織田 信宝（おだ のぶとみ）は、江戸時代後期の大和国柳本藩の世嗣。官位は従五位下・出羽守。

## 生涯
11代藩主・織田信陽の三男として誕生として誕生。幼名は金三郎、初名は長敬。
天保15年（1844年）9月25日、父・信陽の嫡子となる。同年12月23日、12代将軍・徳川家慶に拝謁する。嘉永5年（1852年）12月28日、従五位下出羽守に叙任する。
家督相続前の安政3年（1856年）に28歳で死去した。天真寺に葬られる。代わって、弟の信成が嫡子となった。

## 系譜
子女は1男2女。
- 父：織田信陽（1795-1857）
- 母：不詳
- 正室：小出英発の娘